# Hainberg bei Elm
Hainberg bei Elm ist ein Naturschutzgebiet und FFH-Gebiet auf dem Gebiet der Stadt Schlüchtern im Main-Kinzig-Kreis in Hessen. Das Naturschutzgebiet liegt nordwestlich von Elm, einem Stadtteil von Schlüchtern, und östlich der Landesstraße L 3292.

## Bedeutung
Das 5,4 ha große Gebiet mit der Kennung 1435065 ist seit dem Jahr 1993 als Naturschutzgebiet ausgewiesen, seit 2008 als flächen- und namensgleiches FFH-Gebiet.